# Clemente Folchi
Clemente Folchi, né le 14 novembre 1780 à Rome et mort le 30 septembre 1868 à Rome, est un architecte et ingénieur italien.

## Biographie
Fils de Pietro Antonio Benedetto et de Luthgarda Scarselli, Clemente Folchi fait des études de mathématiques et de philosophie à Rome avant de s'orienter en 1800 vers l'architecture, qu'il étudie auprès d'Andrea Vici, élève de Luigi Vanvitelli.
À partir de 1806, il se voit confier les charges et honneurs de membre de la Commission des poids et mesures, membre de l'Académie des Lyncéens à Rome (l'équivalent de l'Académie des beaux-arts en France), architecte l'Usine de Saint-Pierre de Rome, ingénieur de la Sainte-Congrégation des Eaux, sociétaire de l'Académie pontificale d'archéologie, membre de la Commission des Antiquités et Beaux-Arts, et président de l'Académie San Luca.
En 1819, il épouse la fille de son maître Andrea Vici, devenue veuve de Giulio Cesare Busiri, et bénéficie du nom de celle-ci pour fonder le cabinet d'architecte Folchi Vici.
Il meurt à l'âge de 88 ans et est enterré dans l'église Santa Maria in Vallicella auprès d'Andrea Vici et de Luigi Vanvitelli.

## Principales réalisations
Comme architecte les travaux de Clemente Folchi ont notamment consisté en la restauration de la cathédrale San Feliciano de Foligno. Il a participé avec Andrea Vici à la reconstruction de la ville de Camerino après le tremblement de terre de 1799, en réalisant notamment en 1838 la façade du Duomo de la ville.
En tant qu'ingénieur, il fut chargé par le pape Grégoire XVI de réaliser les travaux de canalisation de l'Aniene au pied du mont Catillo à Tivoli de 1832 à 1835, à la suite des nombreuses crues dévastatrices de la rivière. Pour cela, il réalise un canal sous le mont Catillo long de 294 mètres, le Taforo Gregoriano, débouchant en grande cascade dans la Villa Gregoriana, le pont grégorien, et la restructuration du réseau hydraulique dans le secteur.

## Sources
- (it) Cet article est partiellement ou en totalité issu de l’article de Wikipédia en italien intitulé « Clemente Folchi » (voir la liste des auteurs).